# Kazimierz Draczyński
Kazimierz Draczyński ps. „Sokół” (ur. 12 lutego?/25 lutego 1909 w Nieświeżu, zm. 18 czerwca 2012 w Londynie) – generał brygady Wojska Polskiego.

## Życiorys
Kazimierz Draczyński urodził się 25 lutego 1909 roku w Nieświeżu. Ukończył gimnazjum im. Syrokomli w Nieświeżu i pierwszy rok studiów w Szkole Nauk Politycznych w Warszawie. W latach 1929–1932 był słuchaczem Szkoły Podchorążych Kawalerii w Grudziądzu. 7 sierpnia 1932 roku Prezydent RP Ignacy Mościcki mianował go podporucznikiem ze starszeństwem z dniem 15 sierpnia 1932 roku i 3. lokatą w korpusie oficerów kawalerii, a Minister Spraw Wojskowych wcielił do 5 pułku Ułanów Zasławskich w Ostrołęce. W pułku został wyznaczony na stanowisko dowódcy plutonu ciężkich karabinów maszynowych.
Po studiach w Wyższej Szkole Wojennej otrzymał przydział do Korpusu Ochrony Pogranicza, gdzie pełnił obowiązki zastępcy dowódcy szwadronu 1 pułku kawalerii KOP.
Wraz z tą jednostką wziął udział w wojnie obronnej 1939 roku. Za akcję bojową nad Wartą 4 września został odznaczony Krzyżem Srebrnym Orderu Virtuti Militari. Dowódca Armii „Łódź”, gen. Juliusz Rómmel, w uzasadnieniu wniosku napisał m.in.: Czynem swoim wykazał najwyższe wartości, jakie powinien posiadać polski oficer. Raniony w boju dostał się do niewoli, ale zbiegł z transportu. Po powrocie do Ostrołęki włączył się w organizowanie zbrojnego oporu przeciwko Niemcom.
W sierpniu 1944 roku wziął udział w powstaniu warszawskim pełniąc obowiązki oficera operacyjnego batalionu „Zaremba-Piorun”. Po upadku powstania w niemieckiej niewoli, w Oflagu VIIA Murnau. 29 kwietnia 1945 roku, po uwolnieniu z niewoli, został przyjęty do 2 Korpusu Polskiego we Włoszech i przydzielony do 6 pułku pancernego na stanowisko zastępcy dowódcy szwadronu. W 1946 roku razem z 2 Korpusem wyjechał do Wielkiej Brytanii.
Na emigracji osiadł w Londynie. Działał w środowiskach emigracyjnych, będąc jednym z współzałożycieli Stowarzyszenia Polskich Kombatantów i redaktorem kwartalnika „Przegląd Kawalerii i Broni Pancernej”. Współpracował też z londyńskim Instytutem Sikorskiego.
18 października 2007 roku Prezydent RP Lech Kaczyński nadał mu stopień generała brygady.
Miasto Ostrołęka nadało mu honorowe obywatelstwo. Oba wyróżnienia odebrał osobiście.

## Ordery i odznaczenia
- Krzyż Srebrny Orderu Virtuti Militari (4 września 1939)
- Krzyż Walecznych − dwukrotnie
- Złoty Krzyż Zasługi z Mieczami
- Srebrny Krzyż Zasługi z Mieczami
- Defence Medal (Wielka Brytania)
- Odznaka „Za Zasługi dla Miasta Ostrołęki”